# Manoir de la Garenne
Le Manoir de la Garenne est un manoir situé au Tronquay, dans le département de l'Eure en Normandie. L'édifice fait l'objet d'un inventaire au patrimoine culturel réalisé en 1968 

## Localisation
Le manoir de la Garenne se situe sur le territoire de la commune du Tronquay, dans le nord-est du département de l'Eure. Il est situé au Fresnay, hameau au nord-ouest du territoire communal, du côté sud de la route.

## Historique
Triège sis au Fresnay, il est la propriété de Thomas d'Aussy, sieur de la Garenne, anobli en 1643. David d'Aussy rend aveu du fief à Charles de Pillavoine, seigneur du Coudray en 1682. Le manoir appartient en 1753 à la famille Lefranc d'Assignies.
L'emplacement de la chapelle du XVIIe siècle, aujourd'hui détruite, est marqué par la présence d'un calvaire.

## Architecture
Les bâtiments étaient disposés de façon irrégulière. À l'est se trouvaient le logis et la chapelle, à l'ouest, une grange.
Le logis a un plan en T. Il est composé d'un rez-de-chaussée surelevé. Les murs gouterreaux du corps principal ont un appareil alterné de brique et de pierre avec chaîne en harpe à l'extrémité du pignon. La partie sud et l'aile sont en brique avec chainage de pierre aux angles.
La chapelle, près de la route, était un petit bâtiment de brique dont l'abside au nord comportait trois pans couverte d'une croupe polygonale.

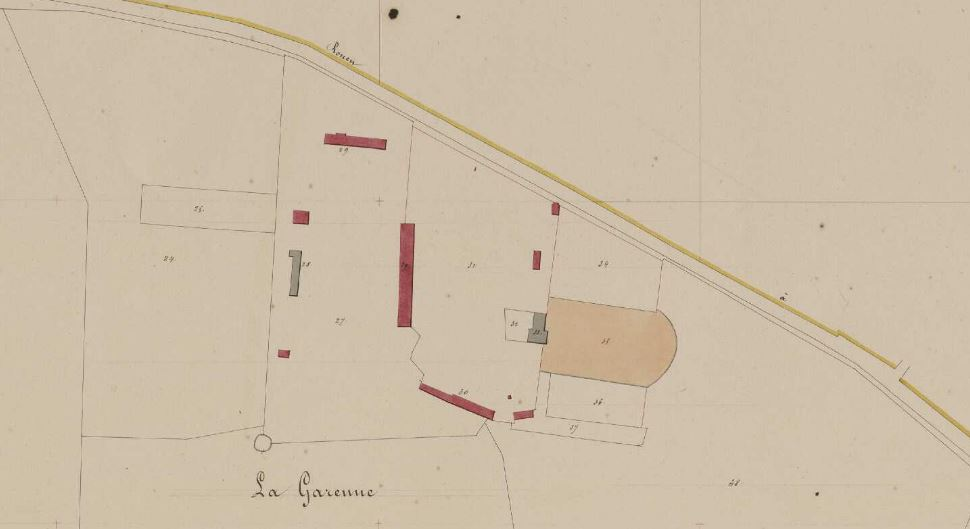
Cadastre de 1847 représentant La Garenne.
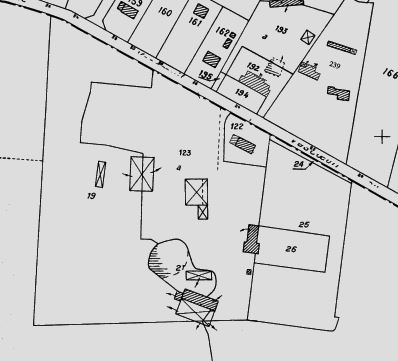
Cadastre de 1847, révisé en 1954 et mis à jour en 1989 représentant La Garenne. On y remarque la disparition de la chapelle.
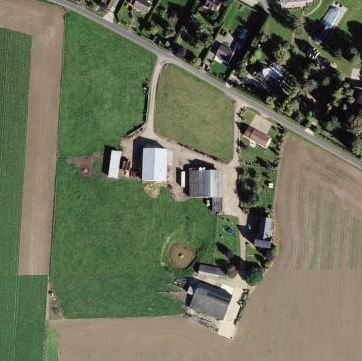
Vue aérienne.